# Ocrepeira gima
Ocrepeira gima är en spindelart som beskrevs av Claude Lévi 1993. Ocrepeira gima ingår i släktet Ocrepeira och familjen hjulspindlar. Inga underarter finns listade i Catalogue of Life.